# Curés rouges
L'expression curés rouges, prêtres rouges ou prêtres-philosophes est un terme historiographique moderne, qui désigne les prêtres catholiques qui ont soutenu dans une mesure plus ou moins large la Révolution française (1789-1799). La formule « curés rouges » apparait en 1901 sous la plume de Gilbert Brégail et est ensuite reprise par Edmond Campagnac. Elle est anachronique, car la couleur rouge, qui connote les mouvements socialistes depuis 1848, ne connote pas les partisans de la Révolution française, désignés comme « Bleus » à l'époque des guerres civiles (1793-1799), par opposition aux « Blancs ». C'est pourquoi un historien récent propose la formulation de « prêtres-philosophes » pour désigner ce groupe, qui est un terme utilisé à l'époque pour désigner ces prêtres. 
Parmi les principaux membres de ce groupe, on peut citer l'abbé Sieyès et l'abbé Grégoire ou Jacques Roux (1752-1794), qui se suicide en prison, alors qu'il a été incarcéré sur ordre du Comité de salut public dirigé par Robespierre, mais ils ont été beaucoup plus nombreux : notamment tous les prêtres qui ont prêté le serment constitutionnel à partir de 1791, les prêtres jureurs (par opposition aux « prêtres réfractaires »). Un certain nombre de prêtres font partie des extrémistes à l'époque de la Terreur.
Souvent issus du bas-clergé (curés et vicaires de paroisse), ils forment un groupe important au sein de l'Église catholique en France au début de la Révolution et soutiennent le gallicanisme, c'est-à-dire l'autonomie voire l'indépendance, en fonction des nuances, de l'Église catholique en France vis-à-vis du pape. Ils sont opposés aux privilèges du haut-clergé et de la noblesse, au pape, au célibat ecclésiastique et à l'intolérance religieuse. Si un certain nombre d'entre eux se défroque, souvent mais pas exclusivement en relation avec la critique du célibat ecclésiastique, une petite minorité entreprend quant à elle des actions de déchristianisation.  

## Terminologie
L'expression « curés rouges » est utilisée pour la première fois en 1901 par Gilbert Brégail. Elle est reprise par Edmond Campagnac en 1913.
Elle est reprise par des historiens universitaires, comme Albert Mathiez, Albert Soboul (historien marxiste) et le père Bernard Plongeron de l'Institut catholique de Paris, spécialiste de l'Église constitutionnelle,,. 
Le terme « curés rouges » étant un anachronisme, il est critiqué par Annie Geffroy, James C. Scott et Serge Bianchi, qui ne remettent pourtant pas en question l'existence de ce groupe de clercs,,. Serge Bianchi propose d'utiliser le terme « prêtres-philosophes », qui est contemporain et ne comporte pas le même problème historique d'utilisation.

## Histoire

### L'Église catholique en France avant la crise de 1788

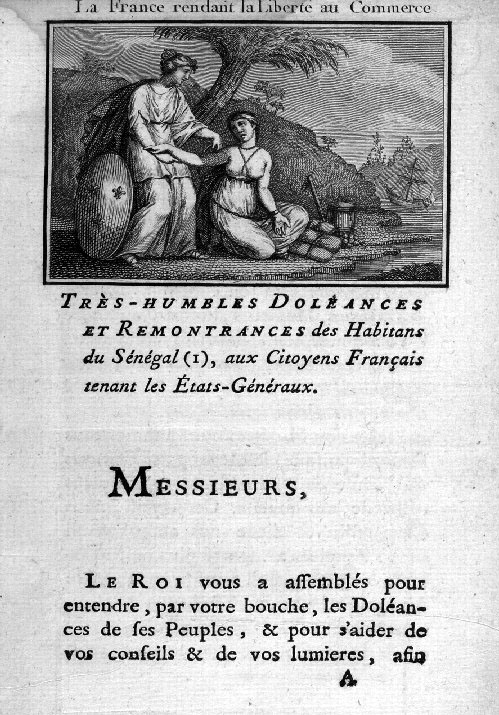
Cahier de doléances de Saint-Louis, Sénégal, 1789

Le catholicisme est religion d'État.
L'Église catholique en France est profondément divisée en plusieurs factions, à la veille de la Révolution française. De manière générale, les évêques et les abbés forment un groupe social important, riche et proche du pouvoir, bénéficiant de privilèges fiscaux, économiques, judiciaires et de propriété. Les prêtres, particulièrement les prêtres de campagne ou de petites et moyennes villes sont quant à eux généralement bien plus intégrés dans les conditions de vie de leurs paroissiens, le Tiers état,. Ils forment alors un groupe nombreux au sein de l'Église catholique en France et une partie importante de ces prêtres est formée intellectuellement, ayant accès aux écrits des Lumières, à l'Encyclopédie et, pour la plupart d'entre eux, à Jean-Jacques Rousseau,,. La plupart de ces prêtres, moines et responsables religieux sont très critiques de plusieurs points, comme le célibat ecclésiastique, qui pousse un certain nombre d'entre eux à quitter les ordres en se mariant, ou le fait que l'Église catholique soit soumise au pape, perçu comme l'allié des contre-révolutionnaires. Ils soutiennent donc généralement le gallicanisme. Jean-Jacques Rousseau est particulièrement important dans la formation de ces prêtres, il défend une Église chrétienne débarrassée des « soldats du Pontife », le retour à l'interdiction apostolique de la guerre sainte et s'exprime de la sorte,:

« A le bien prendre, ceci rentre sous le paganisme ; comme l'Évangile n'établit point une religion nationale, toute guerre sacrée est impossible parmi les chrétiens. [...] Reste donc la religion de l’homme ou le christianisme, non pas celui d’aujourd’hui, mais celui de l’Évangile, qui en est tout à fait différent. Par cette religion sainte, sublime, véritable, les hommes, enfants du même dieu, se reconnaissaient tous pour frères, et la société qui les unit ne se dissout pas même à la mort. »

### Des États généraux aux débuts de l'Assemblée nationale constituante (janvier-juillet 1789)

#### Convocation des Etats généraux
En 1788, après avoir fait plusieurs tentatives pour résoudre la crise financière du royaume, Louis XVI se résout à convoquer les États généraux, ce qui n'a pas eu lieu depuis 1614. La convocation est lancée en décembre 1788.
Les États généraux sont une assemblée exceptionnelle réunissant des députés des trois ordres du royaume : le clergé, la noblesse et le Tiers état. Les membres du clergé et de la noblesse doivent se réunir au chef-lieu de bailliage pour élire un député pour chacun. Pour le Tiers Etat, chaque paroisse doit élire un délégué, puis ces délégués, réunis au chef-lieu, doivent élire deux députés (principe du « doublement du Tiers », innovation de 1789). Les élections doivent être accompagnées, dans chaque paroisse et au chef-lieu de bailliage, de la rédaction de cahiers de doléances, que les députés devront apporter à Versailles.

#### Rédaction des cahiers de doléances
Les prêtres sont centraux dans la rédaction des cahiers de doléance dans leur paroisse car ils sont souvent les seuls à savoir bien lire et écrire, et qu'ils s'occupent des registres paroissiaux (baptêmes, mariages, sépultures),. 

Ils participent aussi à la rédaction des cahiers de doléance du clergé, leur propre ordre, où ils sont très majoritaires. Ainsi, on peut lire des revendications proches de celles du Tiers état dans leurs cahiers de doléances, comme dans celui de Forcalquier:
avoir égard dans la distribution des bénéfices et autres grâces ecclésiastiques, au service et au mérite plutôt qu'à la naissance. [...] Nous solliciterons l'adoucissement des impôts qui pèsent sur le pauvre peuple, celui du cuir, des droits inouïs et ruineux des domaines, des contrôles. [...] Un des besoins les plus pressants du Royaume, c'est la réformation de la justice, pour le civil et le criminel. [...] Les prêtres, les pasteurs, sont les pères des pauvres. Leur triste état mérite une place dans le cahier. Le journalier laborieux à qui le travail ne suffit pas, la pauvre veuve chargée d'enfants, n'ont de ressources que dans la charité de leurs pasteurs. Nos députés seront nos interprètes, et obtiendront, pour les infortunés, l'adoucissement de toutes charges. [...] D'abolir l'usage des lettres de cachet et de lever celles qui ont été données par le passé.

Le serment du jeu de paume de Jacques-Louis David, représentant au centre, au premier plan, le prêtre Henri Grégoire, le moine chartreux Dom Gerle et le pasteur protestant Rabaut-Saint-Étienne en train de s'enlacer,,.

#### Les élections des députés du clergé
Les curés et vicaires (le bas-clergé) sont favorisés par le mode d'élection. Le clergé doit élire 296 députés.
Au terme du processus électoral, 47 évêques sur 130 sont élus, mais les prêtres et vicaires sont beaucoup plus nombreux, avec 208 élus (70 % des 296). Ce sont pour la plupart des prêtres critiques des privilèges de l'ordre. 
On trouve aussi des prêtres élus comme députés du Tiers état, notamment l'abbé Sieyès, auteur de Qu'est-ce que le Tiers état ? et Essai sur les privilèges, une des figures centrales de la première partie de la Révolution française, élu par le Tiers état directement,. 

#### Le conflit entre les États généraux et le roi (5 mai-9 juillet 1789)
Les députés du clergé se retrouvent aux États généraux, ils sont 114 contre 133 à demander le vote par tête et le ralliement du clergé au Tiers état que l'abbé Sieyès propose, soit un petit peu moins de la moitié,,. Puisque la motion est rejetée dans un premier temps, 19 d'entre eux rejoignent le Tiers état à partir du 13 juin.   

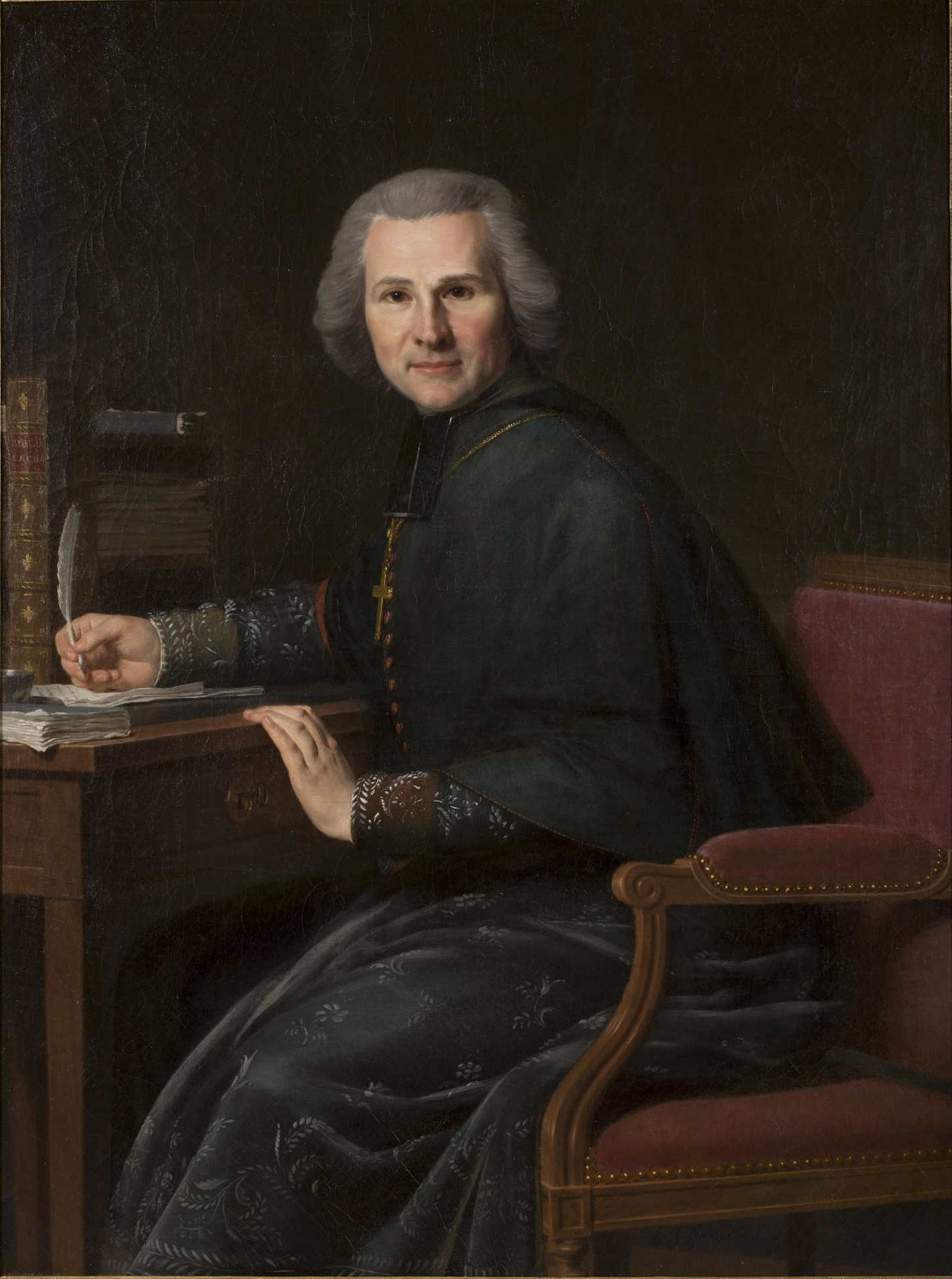
Portrait de l'abbé Grégoire par Pierre Joseph Célestin François (1800), musée Lorrain, Nancy.

Le père René Lecesve de Saint Triaire, le père David Pierre Ballard de Poiré et le père Jacques Jallet de Chérigné, trois prêtres poitevins, sont les premiers à se rallier au Tiers état en déclarant venir « précédés du flambeau de la raison, conduits par l’amour du bien public et le cri de nos consciences nous placer avec nos concitoyens et nos frères ». L'abbé Grégoire les suit rapidement. Le 19 juin, le clergé relance la motion, et celle-ci est acceptée par 149 voix sur 296, ce qui donne la majorité aux députés contestataires et leur permet de se proclamer Assemblée nationale,. Le 20 juin, de nombreux prêtres participent au Serment du jeu de paume,.

#### Débuts de l'Assemblée nationale constituante (juillet 1789)
Le 9 juillet, Louis XVI reconnaît l'Assemblée nationale proclamée par les députés du Tiers État et quelques autres comme Assemblée nationale constituante, chargée de donner une constitution à la France (promulguée seulement en septembre 1791).
Le 14 juillet 1789, a lieu la prise de la Bastille par le peuple parisien, en partie animé par Claude Fauchet, un clerc ouvertement révolutionnaire.
C'est l'abbé Grégoire qui préside à ce moment l'Assemblée nationale constituante durant une séance de soixante-deux heures. Il y prononce un discours dirigé contre les ennemis de la Nation. 
Dans les jours suivants, il propose l'abolition du droit d'aînesse, puis propose l'abolition de tous les privilèges et l'abandon du suffrage censitaire au profit du suffrage universel masculin ; sur ce dernier point, il n'est soutenu que par Maximilien de Robespierre et sa motion est rejetée.

### Monarchie constitutionnelle
Dans Paris même, le clergé révolutionnaire est influent, particulièrement dans les ordres religieux comme les augustins, les chartreux, les dominicains ou les carmes. Ainsi, le père François-Valentin Mulot, un augustin, siège à la Commune de Paris (1789). Les chartreux et les carmes bénissent les drapeaux tricolores et les dominicains participent à la fondation des clubs révolutionnaires comme le Club des jacobins et le Club breton. Autour de Paris, comme à Melun, d'autres prêtres agissent en soutien à la Révolution française, comme le père Romain Pichonnier d'Andrezel, qui y fonde une succursale de la Société des amis de la constitution (Club des jacobins) ; dans un discours à Caen prononcé en 1791, il s'exprime de la sorte :  

« Recevez l'hommage d'un coeur qui partage avec vous la gloire d'avoir vu briser le sceptre des tyrans, et le bonheur de vivre maintenant sous des lois dictées par la raison, et consignées dans la morale évangélique. »

Pourcentage de prêtres jureurs par département en 1791.

Le père Romain Pichonnier est un exemple marquant de curé rouge ; dès début 1789, il demande l'élection des prêtres par les fidèles et des évêques par les prêtres ; il reste fidèle aux Jacobins jusqu'à sa mort de maladie, en 1792, se plaint de la lenteur à la fois du procès de Louis XVI et de la fabrication de piques. Malgré l'implication de la région parisienne, de nombreux prêtres contestataires de campagne ou de petites et moyennes villes viennent de tout le territoire français. On trouve parmi eux le député Dom Gerle, prieur de la Chartreuse de Port-Sainte-Marie, qui se défroque et quitte la vie monastique plus tard, en raison de ses opinions mystiques extrêmes ou Euloge Schneider, un prêtre franciscain allemand traducteur de Jean Chrysostome, acquis à la Révolution française, animant un journal radical appelé Argos et accusateur public du Tribunal criminel de Strasbourg, qui se défroque aussi pour se marier, témoignant de l'opposition assez fréquemment partagée par les curés rouges face au célibat ecclésiastique. 

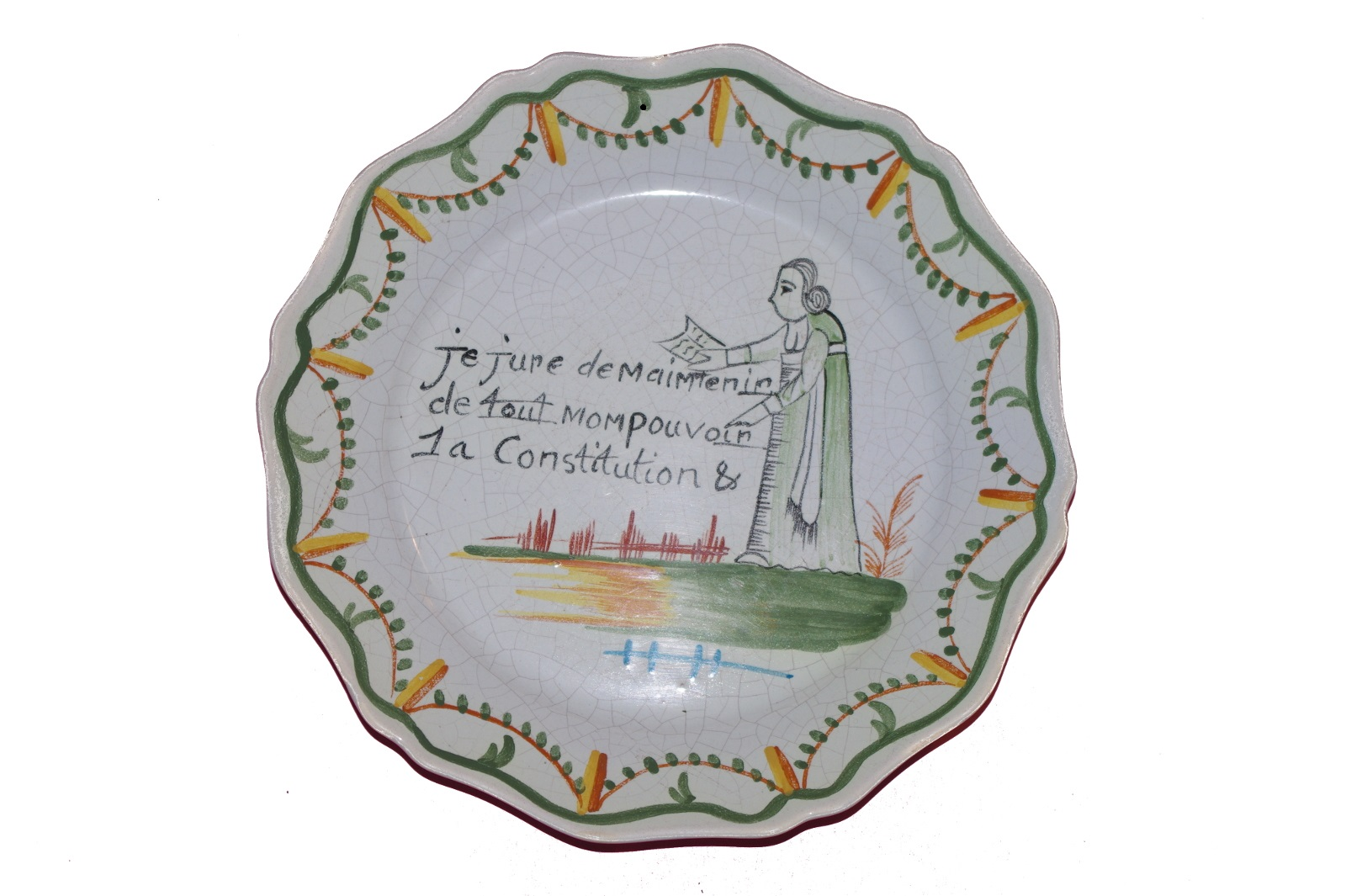
Assiette représentant un prêtre jureur, Révolution française/début XIXe siècle

Généralement, les prêtres rouges sont d'ardents soutiens de la Constitution civile du clergé, dont ils sont les rédacteurs en partie,. Environ 50% des prêtres de l'Église catholique en France se rallient à l'Église constitutionnelle et ils dépassent 80% dans 27 départements. Dans la liste des députés du clergé qui se rallient à la Constitution civile du clergé, on compte, entre autres, le père Lancelot de Retiers, dans l'Ille-et-Villaine, qui attache sa région fermement au sein de la Révolution française et dont l'épitaphe datant de 1806 donne l'inscription suivante : « Ci-git Messire Jos. Lancelot, membre de l’Assemblée Constituante, vicaire général du diocèse, père de plusieurs conciles, président de ce canton ».  
Dans cette même liste, on trouve aussi le père Jean-Baptiste Pierre Saurine, député des Landes ; le père Jean-Joseph Rigouard, député de Toulon ; le père Jean Louis Gouttes, député de Béziers, le père Jean-Baptiste Dumouchel, recteur de l'Université de Paris, député de Paris, le père Jean Paul Marie Anne Latyl, député de Paris, le père Dominique Dillon, curé de Pouzauges et député de la Vendée, le père Jean-Baptiste Aubry, curé de Véel et député de la Meuse, le père de Marsai, député de Loudun, le père Alexandre Thibaut, député de Seine-et-Marne, le père Thomas Lindet, député de l'Eure, le père Aimé Favre, curé d'Hotonnes et député du Bugey, le père Chouvet, curé de Chaulniélac et député de l'Ardèche, Dom Claude-François Verguet, un religieux cistercien député de Saint Pol de Léon, futur administrateur de la Haute-Saône pendant la Terreur, le père Guy Bouillote, curé d'Arnay-le-Duc et député d'Auxois, le père François Bucaille, curé de Fréthun et député du Pas de Calais ou enfin le père Rousselot, député de la Haute-Saône. 

### Procès de Louis XVI et Première République

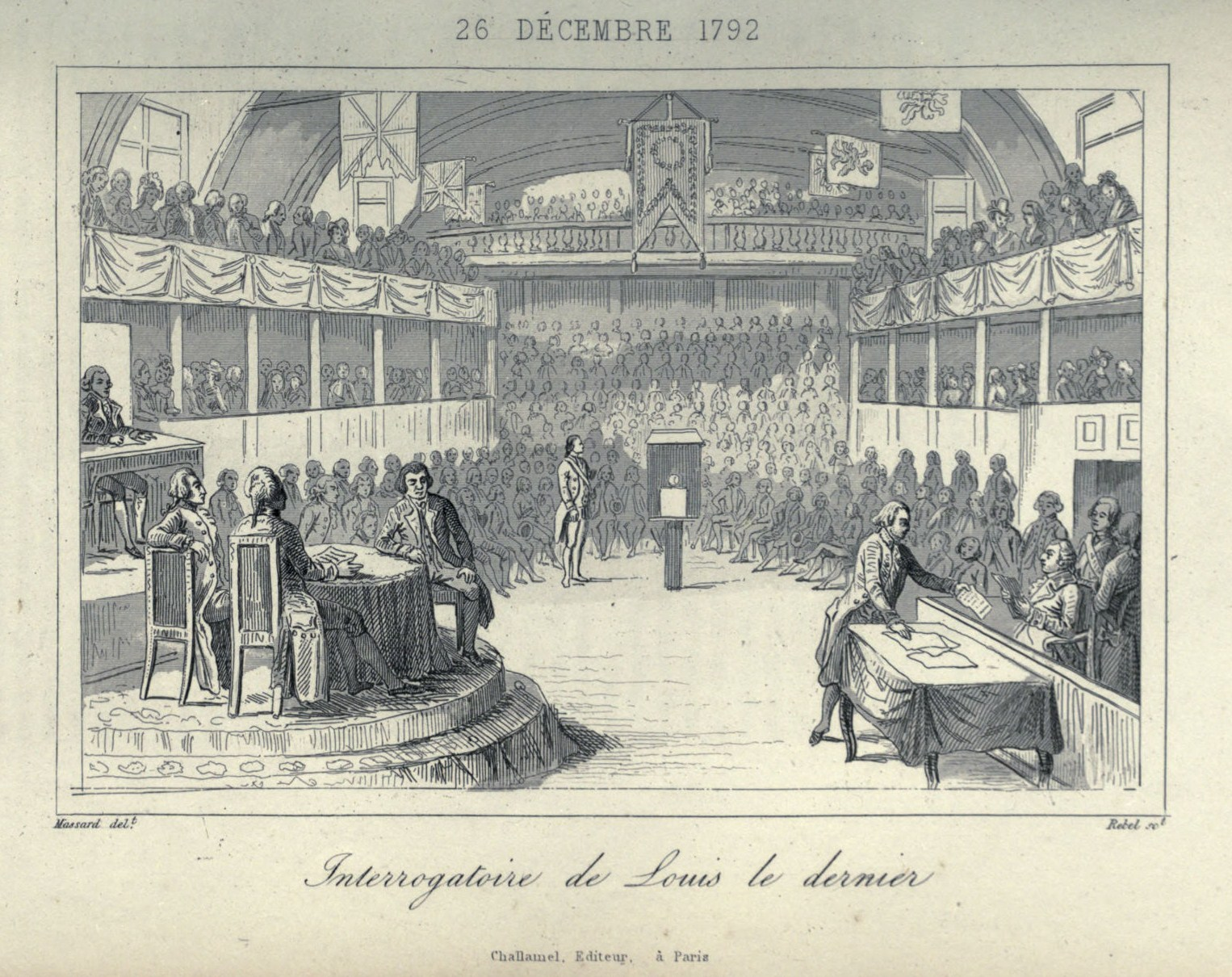
26 décembre 1792. Interrogatoire de Louis le dernier; Éléonore Sophie Rebel, née Massard (1790-18..)

De nombreux prêtres rouges votent la mort de Louis XVI lors de son procès, à l'instar du père Jean Bassal, curé de Versailles et député de Seine-et-Oise, qui vote pour la mort du roi, contre le sursis et contre l'appel au peuple, il protège cependant chez lui un prêtre réfractaire et Marat. Alors qu'il est envoyé comme représentant en mission pendant la Terreur pour réprimer des troubles, Jean Bassal est remarqué pour son humanité. Le père Pierre Jacques Michel Chasles, député d'Eure-et-Loir, vote pareil après avoir dit :« Je ne crains pas de le dire, en face de la patrie, en présence de l'image de Brutus, devant ma propre conscience, que le moment où l'Assemblée a écarté la proposition de l'appel aux assemblées primaires, m'a paru un jour de triomphe pour la liberté et l'égalité, pour le salut de la République ». A ses côtés se trouve le père capucin François Chabot, député du Loir-et-Cher, qui vote la mort du roi en s'exprimant de la sorte, :

« Si je voulais modifier mon opinion, l'envelopper de quelques
nuages, je pourrais demander aussi que Louis fût tenu de déclarer ses
complices, et qu'il fussent conduits à la même guillotine . Mais je ne mets
pas de restriction à mon jugement et je prononce la mort, parce que Louis
a été tyran, parce qu'il l'est encore, parce qu'il peut le redevenir. Le sang
du tyran doit cimenter la République. Je vote pour la mort. »

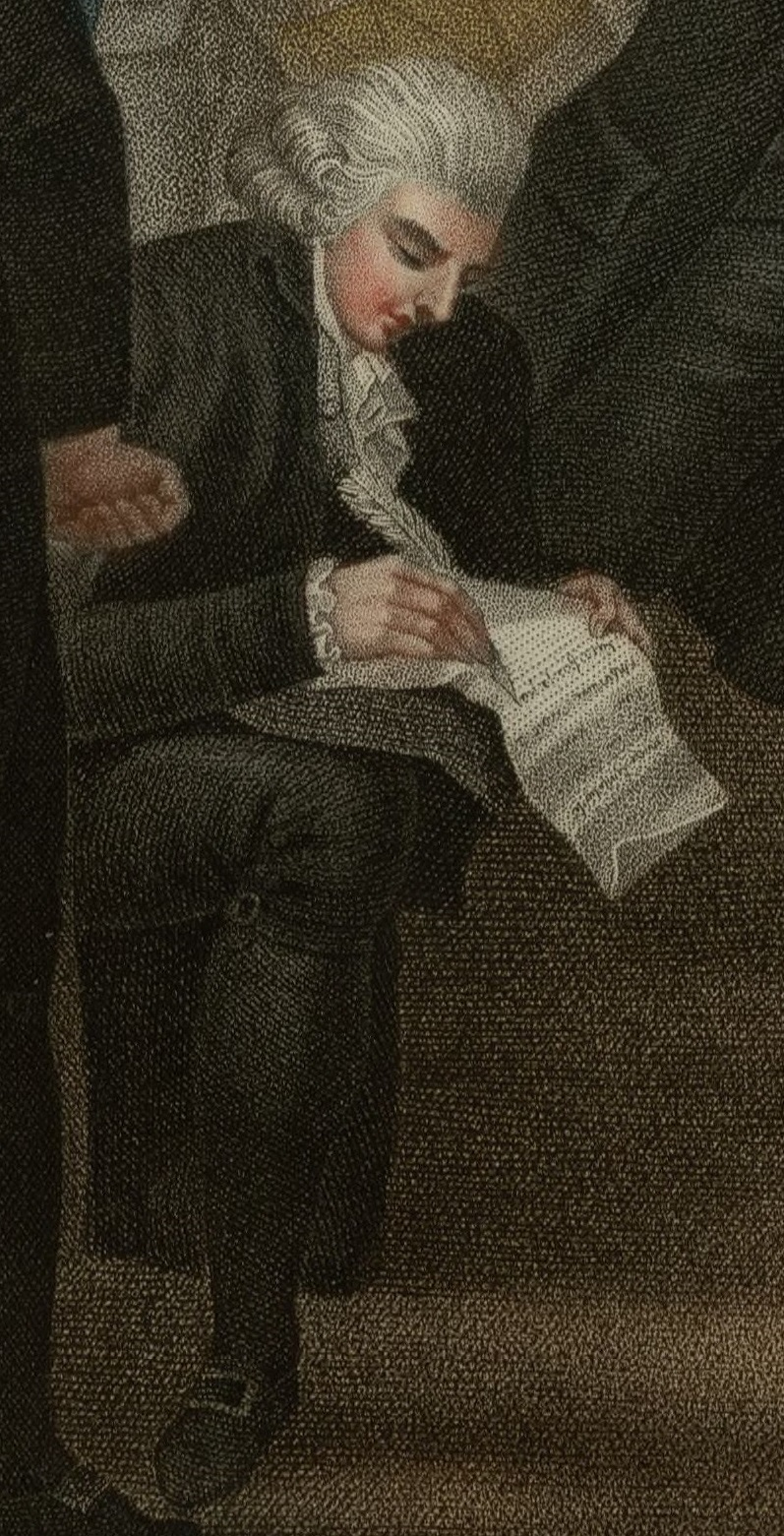
Vue d'artiste de Jacques Roux rédigeant le compte rendu de l'exécution de Louis XVI, le 21 janvier 1793.
Détail d'une gravure de J.-Frédéric Cazenave d'après Charles Benazech, BnF, 1795.

Avec eux vote aussi le père Jacques Louis Dupont, membre de la congrégation de la Doctrine chrétienne et député de l'Indre et Loire, il est absent cependant pour cause de maladie lors du vote nominal ou le père André Foussedoire, député du Loir-et-Cher, Montagnard et plus tard Crêtois, qui vote la mort en disant :« Toujours j'ai eu en horreur l'effusion du sang ; mais la raison et la justice doivent me guider. Louis est coupable de haute trahison ; je l'ai reconnu hier. Aujourd'hui,
pour être conséquent, je dois prononcer la mort ». Le père Montagnard Léonard Honoré Gay de Vernon, curé de Compreignac et député de la Haute-Vienne vote la mort du roi, contre le sursis et contre l'appel au peuple, après être devenu évêque de la Haute-Vienne, il vend sa croix pectorale pour soutenir les armées révolutionnaires et la remplace par une croix en bois. Lors de l'appel nominal, il reste laconique, se contentant de « Louis a mérité la mort ; je vote pour la mort ». Le père Pierre Gibergues, député du Puy-de-Dôme soutient la mort, bien qu'il soit membre de la Plaine.
D'autres clercs votent aussi la mort, comme le prêtre oratorien Pierre Ichon, député du Gers, ou le moine bénédictin Jacques Léonard Laplanche, député de la Nièvre, qui déclare « Je vote pour la mort, et, par mesure de sûreté générale, je la vote pour le bref délai »,. 
Parmi les clercs qui votent la mort de Louis XVI, on trouve aussi le père doctrinaire Joseph Lakanal, député de l'Ariège, qui vote pour la mort après avoir déclaré « Un vrai républicain parle peu. Les motifs de ma décision sont lå (dirigeant sa main vers son cœur) ; je vote pour la mort », le père Louis-Félix Roux, député de la Haute-Marne, qui s'exprime ainsi :

« Un tyran disait qu'il voulait que le peuple romain n'eût qu'une tête, pour l'abattre d'un seul coup ; Louis Capet a, autant qu'il était en lui, exécuté cet atroce désir. Je vote pour la mort. Vengeur de deux peuples libres, je n'aurai qu'un regret à former, c'est que le même coup ne puisse frapper la tête de tous les tyrans. »

Enfin, on compte le père François-Toussaint Villers, député de la Loire-Inférieure ou le père Claude-Alexandre Ysabeau, député d'Indre-et-Loire, Ysabeau déclare « Un tyran ne ressemble pas à un homme, je vote la mort » tandis que Villers dit « Je vote pour une peine terrible, mais que la loi indique, la mort ». L'évêque et député de l'Oise, Jean-Baptiste Massieu, vote aussi pour la mort en affirmant :

« Je croirais manquer à la justice, à la sûreté présente et future de la patrie, si, par mon suffrage, je contribuais à prolonger l’existence du plus cruel ennemi de la justice, des lois et de l’humanité ; en conséquence, je vote pour la mort. »

Au côté du procès de Louis XVI, auquel participent de nombreux curés rouges, ils sont essentiels dans la radicalisation du peuple parisien. Ainsi, l'un d'entre eux, le père Jacques Roux, curé de l'église Saint-Nicolas-des-Champs,, s'engage à partir de 1791 et de manière croissante jusqu'à son exécution, dans des discours animés dirigés vers les sans-culottes, ; il participe à la journée du 10 août 1792,. Membre de la faction des Enragés, il est généralement considéré comme étant l'un des hommes politiques les plus radicaux de la Première république, s'attaquant aux Jacobins pour leur modérantisme,. Le 25 février 1793, il fait piller les commerces parisiens,. Jacques Roux demande la suppression de la propriété privée et la confiscation des biens des aristocrates, une position rare et extrême, même au sein de la Montagne et aurait déclaré, : « La liberté n’est qu’un vain fantôme quand une classe d’hommes peut affamer l’autre impunément. ». Pour son extrémisme, il est ciblé par le Comité de salut public pendant la Terreur, passe devant le Tribunal correctionnel, qui se déclare incompétent et le renvoie devant le Tribunal révolutionnaire. Il se suicide avant son exécution,,,,. Il s'agit d'un des personnages les plus connus parmi les curés rouges,.   
Quelques uns des curés rouges prennent des noms révolutionnaires, sous la Première République et la Terreur ; le père Dauphin-Français, le père Payelle Jean-Jacques, le père Saint-Didier-Sans-Culotte, le père Chalon-Gracchus, le père Gilard-Brutus Mucius Scaevola sont de bons exemples de ces prêtres renommés. Si certains d'entre eux se déprêtrisent et quittent les ordres en reniant le christianisme, une partie conséquente d'entre eux suit la position de l'abbé Grégoire et restent clercs et chrétiens, ou dans une sorte syncrétisme entre les valeurs républicaines et les valeurs religieuses,. Il semblerait que les curés rouges aient été très opposés à l'intolérance religieuse, particulièrement dirigée à l'égard des Juifs ou des protestants.

## Postérité
L'expression a pu être utilisée dans d'autres cas de figures, comme dans le cadre de la révolution russe de 1905, soutenue par une partie du clergé de l'Église orthodoxe russe. Jean Jaurès s'intéresse à Jacques Roux et nomme le 25 février 1793, la journée Jacques Roux. Marcel Pagnol et Charles Péguy les citent comme étant les « saints sans espérance » de la République française. Victor Hugo les mentionne dans son dernier roman, Quatrevingt-treize, qui s'intéresse à la Terreur,,:

« Les imprécations se donnaient la réplique. — Conspirateur ! — Assassin ! — Scélérat ! — Factieux ! — Modéré ! — On se dénonçait au buste de Brutus qui était là. Apostrophes, injures, défis. Regards furieux d’un côté à l’autre, poings montrés, pistolets entrevus, poignards à demi tirés. Énorme flamboiement de la tribune. Quelques-uns parlaient comme s’ils étaient adossés à la guillotine. Les têtes ondulaient, épouvantées et terribles. Montagnards, girondins, feuillants, modérantistes, terroristes, jacobins, cordeliers ; dix-huit prêtres régicides. 
Tous ces hommes ! tas de fumées poussées dans tous les sens. Esprits en proie au vent.

Mais ce vent était un vent de prodige.

Être un membre de la Convention, c’était être une vague de l’océan. »